# Языки Шри-Ланки
На Шри-Ланке говорят, в основном, на индоарийских, дравидийских и австронезийских языках. Статус официальных языков имеют сингальский и тамильский. Языки на острове испытали глубокое влияние языков соседних Индии, Мальдив и Малайзии. На современное состояние языков также повлияли арабские поселенцы и португальские, голландские и британские колонисты.

## Местные языки

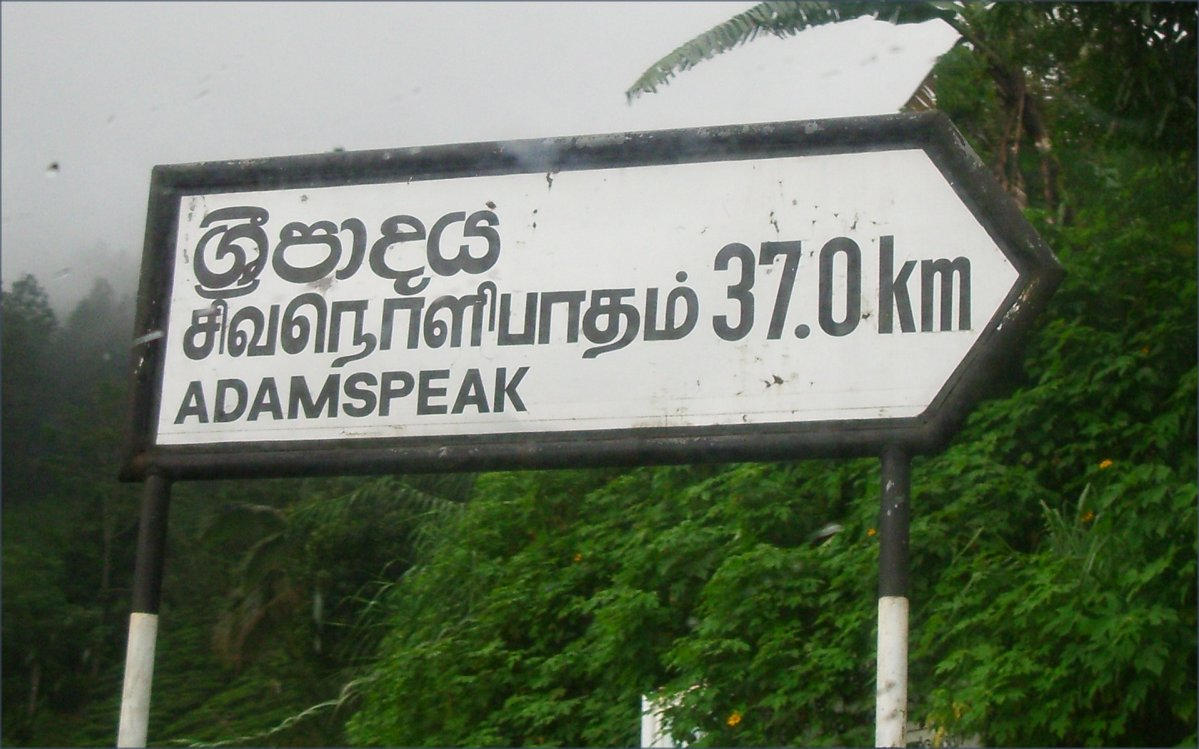
Дорожный указатель на Пик Адама на сингальском, тамильском и английском

На сингальском разговаривают сингалы, составляющие порядка 70 % населения (13 миллионов). Они используют сингальское письмо, основанное на древнем письме брахми. Язык родия, диалект сингальского, это язык низшей касты родия. Ведды, общим количеством примерно 2500 человек, говорят на своём языке — ведда, который является креольской формой первоначального языка местного населения. Ланкийские тамилы говорят на тамильском, как и тамильские мигранты из соседнего индийского штата Тамилнад. На тамильском разговаривают более 3 миллионов человек. На диалекте тамильского, возникшего под влиянием арабского, говорят ларакалла (ланкийские мавры). Есть более чем 50 000 говорящих на ланкийском малайском языке, на который сильно повлиял малайский язык.

## Распространённые иностранные языки
Согласно конституции Шри-Ланки, английский имеет официальный статус языка межэтнического общения. Английский использует для повседневного общения около 10 % населения. Он также используется в официальных документах и коммерческой сфере. Родным его считают около 74 000 человек, проживающих, в основном, в городах. Ланкийцы португальского происхождения (евразийцы), численность которых оценивается в 3400 человек, говорят на португальском. Мусульманская община на Шри-Ланке широко использует арабский для религиозных целей. До недавнего времени ларакалла широко использовали язык арви, являющийся смесью арабского и тамильского.